# Алгаринехо
Алгаринехо (на испански: Algarinejo) е населено място и община в Испания. Намира се в провинция Гранада, в състава на автономната област Андалусия. Общината влиза в състава на района (комарка) Лоха. Заема площ от 93 km². Населението му е 3552 души (по данни от 2010 г.). Разстоянието до административния център на провинцията е 76 km.

## Демография
| 1930 | 1940 | 1950 | 1960 | 1970 | 1981 | 1991 | 2001 | 2005 | 2006 |
| ---- | ---- | ---- | ---- | ---- | ---- | ---- | ---- | ---- | ---- |
| 7461 | 8443 | 8695 | 8220 | 7035 | 5791 | 5276 | 4020 | 4184 |      |